# Eleonora Pavišić-Filipović
Eleonora Pavišić-Filipović (Zagreb, 1926.) je hrvatska i bosanskohercegovačka pjesnikinja, pripovjedačica i publicistkinja.

## Životopis
Osnovnu školu i gimnaziju završila je u Zagrebu, a na Pedagoškoj akademiji u Sarajevu diplomirala jezik i književnost. Dvadesetak godina radila u izdavačkoj djelatnosti Univerziteta u Sarajevu, u redakciji časopisa "Pregled". Bavi se literarnim radom i publicistikom. Živi i radi u Sarajevu.

## Djela
- "Priče jednog života", pripovijetke, 1997.;
- "Pogled s balkona", publicistički tekstovi, 1998.;
- "I na koncu pjesme", zbirka poezije, 2000. godine.

## Vanjske poveznice
- Pjesme[neaktivna poveznica]